# Румънска лея
Вижте пояснителната страница за други значения на лея.
Румънската лея (на румънски: leu, мн. ч.: lei; код в ISO 4217: RON) е паричната единица на Румъния. Една лея се състои от 100 бани (ед. число: бан). Леята е въведена през 1880 г., след основаването на Румънската национална банка.

## Етимология
През 17 век из румънските земи попадат и се употребяват холандски талери с изобразен на тях лъв, като често са наричани леи (лъвове, на холандски Leeuwendaalder, а на немски Löwentaler или Löwenthaler). Името става нарицателно за пари и е избрано за название на националната парична единица през 19 век. По същите причини наименованието е избрано и за създадената по същото време българска парична единица. На български погрешно се е възприело единствено число в женски род („румънска лея“), изхождайки от множественото „леи“, въпреки че правилната употреба предполага мъжки – „румънски леу“ (на румънски думата „leu“ е от мъжки род) или среден род – „румънско леу“ (при неясен произход на чуждицата думи, завършващи на „-е“, „-и“, „-о“ или „-у“, се употребяват в среден род).

## История
След Кримската война успоредно са действали две валути – леята с нейните 100 бани и френският франк (с неговите сантими). След 1878 г. руската сребърна рубла става толкова високо оценена, че родните монети излизат от употреба. През 1889 г. Румъния се присъединява към Латинския паричен съюз и приема златния стандарт. Освен сребърните монети от 3/4, 1, 2 и 5 леи се използват и златни монети от 5, 10 и 20 леи. Среброто било законно платежно средство само до 50 леи. Всички данъци и митнически такси се плащат в злато и благодарение на малките количества, изсечени в румънския монетен двор, в употреба влизат чуждестранни златни монети, най-вече френски монети от 20 франка (равняващи се на 20 леи), турската златна лира (22,70), старите руски империали (златни монети) – 20,60 и английските златни лири (25,22). Освен бронзовите монети, след закон от 1900 г. е позволена употребата на никелови монети от 5, 10 и 20 бани.

## Текущи законни платежни средства
От 1 юли 2005 г., румънската лея е деноминирана – отпадат четири нули (една нова лея (RON) за 10 000 „стари“ леи (ROL).
От 1 юли 2005 г. в обращение са следните банкноти и монети:
- монети: 1 бан, 5 бани, 10 бани, 50 бани
- банкноти: 1 лея, 5 леи, 10 леи, 50 леи, 100 леи, 200 леи (от декември 2006 г.), 500 леи

Освен това, до 31 декември 2006 г. са в обращение и старите парични единици:
- монети: 500 леи, 1000 леи, 5000 леи
- банкноти: 2000 леи, 10 000 леи, 50 000 леи, 100 000 леи, 500 000 леи, 1 000 000 леи.

Обменният курс (от 19 май 2006) е 1 евро = 3,5190 леи; 1 щатски долар = 2,7600 леи.
По външен вид новите и старите банкноти си приличат.

## Монети
През 2005 г. в обращение се въвеждат следните монети:
| Монети нова лея | Монети нова лея | Монети нова лея      | Монети нова лея      | Монети нова лея      | Монети нова лея                  | Монети нова лея                              | Монети нова лея                                                        | Монети нова лея | Монети нова лея | Монети нова лея     |
| Снимка          | Стойност        | Технически параметри | Технически параметри | Технически параметри | Технически параметри             | Описание                                     | Описание                                                               | Описание        | Дата на         | Дата на             |
| Снимка          | Стойност        | Диаметър             | Дебелина             | Тегло                | Състав                           | Ръб                                          | Лице                                                                   | Гръб            | първо издаване  | пускане в обращение |
| --------------- | --------------- | -------------------- | -------------------- | -------------------- | -------------------------------- | -------------------------------------------- | ---------------------------------------------------------------------- | --------------- | --------------- | ------------------- |
|                 | 1 бан           | 16,75 mm             | 1,6 mm               | 2,4 g                | Месингована стомана              | Гладка                                       | Герба на Румъния, формата на държавно управление, годината на издаване | Стойност        | 2005            | 1 юли 2005          |
|                 | 5 бани          | 18,25 mm             | 1,6 mm               | 2,78 g               | Месингована стомана              | Назъбен (102 зъбчета)                        | Герба на Румъния, формата на държавно управление, годината на издаване | Стойност        | 2005            | 1 юли 2005          |
|                 | 10 бани         | 20,50 mm             | 1,8 mm               | 4 g                  | Никелирана стомана               | Гладко и назъбено (3 групи от по 20 зъбчета) | Герба на Румъния, формата на държавно управление, годината на издаване | Стойност        | 2005            | 1 юли 2005          |
|                 | 50 бани         | 23,75 mm             | 1,9 mm               | 6,1 g                | Месинг 80% мед 15% цинк 5% никел | „ROMANIA * ROMANIA *“                        | Герба на Румъния, формата на държавно управление, годината на издаване | Стойност        | 2005            | 1 юли 2005          |
|                 |                 |                      |                      |                      |                                  |                                              |                                                                        |                 |                 |                     |